# Развој светског рекорда на 60 метара у дворани за мушкарце
У трци на 60 метара ИААФ је до 31. 1. 2018. године ратификовала 7 светских рекорда у мушкој конкуренцији.

## Рекорди мерени ручно 1914.–2004.
| Ручно | Атлетичар                | Земља            | Место                           | Датум              |
| ----- | ------------------------ | ---------------- | ------------------------------- | ------------------ |
| 7,0   | Ричард Рау               | Немачка          | Берлин, Немачка                 | 18. јануар 1914.   |
| 6,9   | Ханс Шулер               | Немачка          | Берлин, Немачка                 | 18. јануар 1914.   |
| 6,9   | Ричард Рау               | Немачка          | Берлин, Немачка                 | 10. децембар 1921. |
| 6,8   | Ричард Рау               | Немачка          | Берлин, Немачка                 | 10. децембар 1921. |
| 6,7   | Фридрих Рајсман          | Немачка          | Берлин, Немачка                 | 6. јануар 1923.    |
| 6,7   | Хелмут Керниг            | Немачка          | Вроцлав, Пољска                 | 6. фебруар 1927.   |
| 6,7   | Хелмут Керниг            | Немачка          | Вроцлав, Пољска                 | 6. фебруар 1927.   |
| 6,6   | Хелмут Керниг            | Немачка          | Штутгарт, Немачка               | 5. март 1927.      |
| 6,6   | Хелмут Керниг            | Немачка          | Штутгарт, Немачка               | 5. март 1927.      |
| 6,6   | Хелмут Керниг            | Немачка          | Магдебург, Немачка              | 25. јануар 1930.   |
| 6,6   | Хелмут Керниг            | Немачка          | Магдебург, Немачка              | 25. јануар 1930.   |
| 6,6   | Артур Јонат              | Немачка          | Штутгарт, Немачка               | 21. март 1931.     |
| 6,6   | Хелмут Керниг            | Немачка          | Штутгарт, Немачка               | 21. март 1931.     |
| 6,6   | Хелмут Керниг            | Немачка          | Штутгарт, Немачка               | 21. март 1931.     |
| 6,6   | Артур Јонат              | Немачка          | Штутгарт, Немачка               | 21. март 1931.     |
| 6,6   | Хелмут Керниг            | Немачка          | Магдебург, Немачка              | 21. март 1931.     |
| 6,6   | Хелмут Керниг            | Немачка          | Магдебург, Немачка              | 23. јануар 1932.   |
| 6,6   | Волфганг Вент            | Немачка          | Магдебург, Немачка              | 23. јануар 1932.   |
| 6,6   | Хелмут Керниг            | Немачка          | Шчећин, Пољска                  | 7. фебруар 1932.   |
| 6,6   | Хелмут Керниг            | Немачка          | Штутгарт, Немачка               | 20. фебруар 1932.  |
| 6,6   | Хелмут Керниг            | Немачка          | Штутгарт, Немачка               | 20. фебруар 1932.  |
| 6,6   | Артур Јонат              | Немачка          | Берлин, Немачка                 | 4. децембар 1932.  |
| 6,6   | Артур Јонат              | Немачка          | Берлин, Немачка                 | 4. децембар 1932.  |
| 6,6   | Артур Јонат              | Немачка          | Штутгарт, Немачка               | 1. април 1933.     |
| 6,6   | Џеси Овенс               | Сједињене Државе | Њујорк, САД                     | 23. фебруар 1935.  |
| 6,6   | Роберт Грив              | Сједињене Државе | Чикаго, САД                     | 22. март 1936.     |
| 6,6   | Бен Џонсон               | Сједињене Државе | Њујорк, САД                     | 26. фебруар 1938.  |
| 6,6   | Херб Томпсон             | Сједињене Државе | Њујорк, САД                     | 25. фебруар 1939.  |
| 6,6   | Херб Томпсон             | Сједињене Државе | Њујорк, САД                     | 25. фебруар 1939.  |
| 6,5   | Хајнц Фитерер            | Западна Немачка  | Кил, Западна Немачка            | 12. март 1955.     |
| 6,5   | Хајнц Фитерер            | Западна Немачка  | Кил, Западна Немачка            | 12. март 1955.     |
| 6,5   | Јежи Јусковјак           | Пољска           | Варшава, Пољска                 | 10. фебруар 1962.  |
| 6,5   | Јохен Бендер             | Западна Немачка  | Западни Берлин, Западна Немачка | 9. март 1963.      |
| 6,5   | Вјеслав Мањак            | Пољска           | Варшава, Пољска                 | 22. фебруар 1964.  |
| 6,5   | Александр Лебедев        | Совјетски Савез  | Москва, СССР                    | 30. јануар 1967.   |
| 6,4   | Фјодор Панкратов         | Совјетски Савез  | Кијев, СССР                     | 17. фебруар 1967.  |
| 6,4   | Валериј Борзов           | Совјетски Савез  | Кијев, СССР                     | 22. децембар 1968. |
| 6,4   | Василис Папагеоргопоулос | Грчка            | Солун, Грчка                    | 19. јануар 1972.   |
| 6,4   | Александар Корнељук      | Совјетски Савез  | Москва, СССР                    | 29. јануар 1972.   |
| 6,4   | Александар Корнељук      | Совјетски Савез  | Москва, СССР                    | 18. фебруар 1972.  |
| 6,4   | Александар Корнељук      | Совјетски Савез  | Москва, СССР                    | 19. фебруар 1972.  |
| 6,4   | Ерик Густафсон           | Финска           | Турку, Финска                   | 29. фебруар 1972.  |
| 6,4   | Зенон Новош              | Пољска           | Варшава, Пољска                 | 4. март 1972.      |
| 6,4   | Александар Корнељук      | Совјетски Савез  | Москва, СССР                    | 1. март 1973.      |
| 6,4   | Александар Корнељук      | Совјетски Савез  | Москва, СССР                    | 1. март 1973.      |
| 6,4   | Владимир Отставнов       | Совјетски Савез  | Москва, СССР                    | 2. фебруар 1974.   |
| 6,4   | Зенон Новош              | Пољска           | Букурешт, Мађарска              | 9. фебруар 1974.   |
| 6,4   | Дорел Кристудор          | Румунија         | Букурешт, Мађарска              | 9. фебруар 1974.   |
| 6,4   | Валериј Борзов           | Совјетски Савез  | Москва, СССР                    | 14. фебруар 1974.  |
| 6,4   | Јурис Силовс             | Совјетски Савез  | Москва, СССР                    | 14. фебруар 1974.  |
| 6,4   | Клиф Оутлин              | Сједињене Државе | Москва, СССР                    | 2. март 1974.      |
| 6,4   | Александар Корнељук      | Совјетски Савез  | Москва, СССР                    | 2. март 1974.      |
| 6,4   | Александр Аксинин        | Совјетски Савез  | Лењинград, СССР                 | 5. јануар 1975.    |
| 6,4   | Александр Аксинин        | Совјетски Савез  | Будимпешта, Мађарска            | 4. фебруар 1975.   |
| 6,4   | Лајош Греса              | Мађарска         | Будимпешта, Мађарска            | 17. јануар 1976.   |
| 6,4   | Клаудиу Суселеску        | Румунија         | Будимпешта, Мађарска            | 14. фебруар 1976.  |
| 6,4   | Генадиј Мурашов          | Совјетски Савез  | Рига, СССР                      | 30. јануар 1981.   |
| 6,4   | Јохан Шром               | Румунија         | Будимпешта, Мађарска            | 14. фебруар 1981.  |
| 6,4   | Пјотр Воробјов           | Совјетски Савез  | Омск, СССР                      | 29. јануар 1982.   |
| 6,4   | Владимир Игнатенко       | Совјетски Савез  |                                 | 1982.              |
| 6,3   | Андреј Прокофјев         | Совјетски Савез  | Чељабинск, СССР                 | 5. фебруар 1982.   |
| 6,3   | Виктор Бризгин           | Совјетски Савез  | Кијев, СССР                     | 4. фебруар 1983.   |
| 6,3   | Виктор Бризгин           | Совјетски Савез  | Ворошиловград, СССР             | 12. јануар 1985.   |
| 6,3   | Сергеј Пенјев            | Совјетски Савез  | Москва, СССР                    | 12. јануар 1985.   |
| 6,3   | Алексеј Гејетс           | Совјетски Савез  | Москва, СССР                    | 12. јануар 1985.   |
| 6,3   | Виктор Бризгин           | Совјетски Савез  | Кијев, СССР                     | 2. фебруар 1985.   |
| 6,3   | Александр Надуда         | Совјетски Савез  | Кијев, СССР                     | 2. фебруар 1985.   |
| 6,3   | Виталиј Савин            | Совјетски Савез  | Омск, СССР                      | 23. јануар 1988.   |
| 6,3   | Виктор Бризгин           | Совјетски Савез  | Кијев, СССР                     | 30. јануар 1988.   |
| 6,3   | Виктор Бризгин           | Совјетски Савез  | Кијев, СССР                     | 30. јануар 1988.   |
| 6,3   | Николај Разгонов         | Совјетски Савез  | Кијев, СССР                     | 30. јануар 1988.   |
| 6,3   | Виктор Бризгин           | Совјетски Савез  | Кијев, СССР                     | 30. јануар 1988.   |
| 6,3   | Николај Разгонов         | Совјетски Савез  | Кијев, СССР                     | 30. јануар 1988.   |
| 6,3   | Виктор Бризгин           | Совјетски Савез  | Луганск, СССР                   | 15. јануар 1991.   |
| 6,3   | Андреас Бергер           | Аустрија         | Карлсруе, Немачка               | 24. фебруар 1991.  |
| 6,3   | Виктор Бризгин           | Украјина         | Луганск, Украјина               | 5. јануар 1992.    |
| 6,3   | Виктор Бризгин           | Украјина         | Луганск, Украјина               | 11. јануар 1992.   |
| 6,3   | Игор Грошев              | Русија           | Москва, Русија                  | 8. фебруар 1992.   |
| 6,3   | Дмитриј Бартенјев        | Русија           | Липецк, Русија                  | 22. јануар 1993.   |
| 6,3   | Сергеј Осович            | Украјина         | Лавов, Украјина                 | 3. фебруар 1995.   |
| 6,3   | Сергеј Осович            | Украјина         | Кијев, Украјина                 | 11. фебруар 1995.  |
| 6,3   | Сергеј Слукин            | Русија           | Орел, Русија                    | 24. јануар 1998.   |
| 6,3   | Педро Пабло Нолет        | Шпанија          | Орел, Русија                    | 15. јануар 2000.   |
| 6,3   | Костантин Рурак          | Украјина         | Запорожје, Украјина             | 7. фебруар 2004.   |

## Рекорди мерени електронски од 1970.
Рекорди ратификовани од ИААФ-а
| Време | Атлетичар         | Земља            | Место                        | Датум             | Трајање                        |
| ----- | ----------------- | ---------------- | ---------------------------- | ----------------- | ------------------------------ |
| 6,7a  | Валериј Борзов    | Совјетски Савез  | Беч, Аустрија                | 14. март 1970.    |                                |
| 6,6a  | Валериј Борзов    | Совјетски Савез  | Беч, Аустрија                | 14. март 1970.    | 11 месеци и 27 дана            |
| 6,6a  | Валериј Борзов    | Совјетски Савез  | Софија, Бугарска             | 13. март 1971.    | 11 месеци и 13 дана            |
| 6,90  | Герхард Вухерер   | Западна Немачка  | Штутгарт, Западна Немачка    | 26. фебруар 1972. |                                |
| 6,83  | Манфред Шуман     | Западна Немачка  | Штутгарт, Западна Немачка    | 26. фебруар 1972. |                                |
| 6,80  | Ролф Левандовски  | Западна Немачка  | Штутгарт, Западна Немачка    | 26. фебруар 1972. |                                |
| 6,75  | Ролф Левандовски  | Западна Немачка  | Штутгарт, Западна Немачка    | 26. фебруар 1972. |                                |
| 6,74  | Герхард Вухерер   | Западна Немачка  | Штутгарт, Западна Немачка    | 26. фебруар 1972. |                                |
| 6,72  | Герхард Вухерер   | Западна Немачка  | Штутгарт, Западна Немачка    | 26. фебруар 1972. | 11 месеци и 29 дана            |
| 6,68  | Ханс-Јоахим Зенк  | Источна Немачка  | Зенфтенберг, Источна Немачка | 24. фебруар 1973. |                                |
| 6,62  | Манфред Кокот     | Источна Немачка  | Зенфтенберг, Источна Немачка | 24. фебруар 1973. | 1 година и 13 дана             |
| 6,58  | Манфред Кокот     | Источна Немачка  | Гетеборг, Шведска            | 9. март 1974.     | 3 године, 9 месеци и 29 дана   |
| 6,58  | Валериј Борзов    | Совјетски Савез  | Гетеборг, Шведска            | 9. март 1974.     | 3 године, 9 месеци и 29 дана   |
| 6,58  | Валериј Борзов    | Совјетски Савез  | Минхен, Западна Немачка      | 21. фебруар 1976. | 3 године, 9 месеци и 29 дана   |
| 6,54  | Хјустон Мактир    | Сједињене Државе | Лонг Бич, САД                | 7. јануар 1978.   | 8 година и 8 дана              |
| 6,50  | Бен Џонсон        | Канада           | Осака, Јапан                 | 15. јануар 1986.  | 1 година и 0 дана              |
| 6,50  | Бен Џонсон        | Канада           | Едмонтон, Канада             | 22. фебруар 1986. | 1 година и 0 дана              |
| 6,44  | Бен Џонсон        | Канада           | Осака, Јапан                 | 15. јануар 1987.  | 1 месец и 20 дана              |
| 6,44  | Бен Џонсон        | Канада           | Едмонтон, Канада             | 21. фебруар 1987. | 1 месец и 20 дана              |
| 6,50  | Ли Макреј         | Сједињене Државе | Индијанаполис, Бразил        | 7. март 1987.     | 3 године, 11 месеци и 6 дана   |
| 6,48  | Лирој Барел       | Сједињене Државе | Мадрид, Шпанија              | 13. фебруар 1991. | 11 месеци и 16 дана            |
| 6,45  | Андре Кесон       | Сједињене Државе | Гент, Белгија                | 29. јануар 1992.  | 16 дана                        |
| 6,41  | Андре Кесон       | Сједињене Државе | Мадрид, Шпанија              | 14. фебруар 1992. | 5 година, 11 месеци и 20 дана  |
| 6,41  | Морис Грин        | Сједињене Државе | Гент, Белгија                | 1. фебруар 1998.  | 5 година, 11 месеци и 20 дана  |
| 6,39  | Морис Грин        | Сједињене Државе | Мадрид, Шпанија              | 3. фебруар 1998.  | 19 година, 11 месеци и 16 дана |
| 6,39  | Морис Грин        | Сједињене Државе | Гент, Белгија                | 3. март 2001.     | 19 година, 11 месеци и 16 дана |
| 6,37  | Кристијан Колеман | Сједињене Државе | Клемсон, САД                 | 19. јануар 2018.  | 30 дана                        |
| 6,34  | Кристијан Колеман | Сједињене Државе | Албукерки, САД               | 18. фебруар 2018. | 7 година и 97 дана             |